# Walter Graf (bobsleista)
Walter Andreas Graf  (ur. 3 marca 1937 w Zurychu, zm. 2 lutego 2021 w Lozannie) – szwajcarski bobsleista. Brązowy medalista olimpijski z Grenoble.
Zawody w 1968 były jego jedynymi igrzyskami olimpijskimi. Po medal sięgnął w czwórkach. Osadę tworzyli także Jean Wicki, Hans Candrian i Willi Hofmann.